# 大唐耒阳发电厂
大唐耒阳发电厂地处邻近广东的湖南古城耒阳，属中国大唐集团公司独资企业，现装机容量为1020MW，是湖南第一个突破百万级装机容量的火电厂。
大唐耒阳发电厂始建于1980年代中期，一期工程两台200MW 国产燃煤机组（后技改扩容为210MW ）是湖南“七·五”重点能源建设项目，分别于1988、1989年投产发电并取得在国产200MW机组上燃用劣质无烟煤发电的成功经验，获得了世界银行能源专家的高度好评。二期扩建工程两台 300MW 机组是利用世界银行贷款项目，2001年12月动工兴建，于2003年12月、2004年6月投产发电。 
耒阳发电厂正在筹备三期扩建工程。